# Robert H. Smithklasse
De Robert H. Smithklasse was een serrie van mijnenleggende torpedobootjagers, die werd gebouwd door de Amerikaanse marine tijdens de Tweede Wereldoorlog.
Deze schepen waren allen neergelegd als Allen M. Sumnerklasse destroyers en omgebouwd tijdens de bouw gedurende 1944. In die periode bouwde de VS 12 destroyers van de Robert H. Smithklasse. Geen van de schepen heeft ook mijnen gelegd tijdens de Tweede Wereldoorlog, maar de schepen waren wel veelvuldig betrokken bij het mijnenvegen. Verder werden ze net zo gebruikt als alle andere destroyer types.

## Robert H. Smithklasse schepen
- USS Robert H. Smith (DM-23)
- USS Thomas E. Fraser (DM-24)
- USS Shannon (DM-25)
- USS Harry F. Bauer (DM-26)
- USS Adams (DM-27)
- USS Tolman (DM-28)
- USS Henry A. Wiley (DM-29)
- USS Shea (DM-30)
- USS J. William Ditter (DM-31)
- USS Lindsey (DM-32)
- USS Gwin (DM-33)
- USS Aaron Ward (DM-34)